# Palmares (ort)
Palmares är en ort i Brasilien.   Den ligger i kommunen Palmares och delstaten Pernambuco, i den östra delen av landet, 1 600 km nordost om huvudstaden Brasília. Palmares ligger 115 meter över havet och antalet invånare är 41 679.
Terrängen runt Palmares är huvudsakligen platt. Palmares ligger nere i en dal. Palmares är det största samhället i trakten.
Omgivningarna runt Palmares är en mosaik av jordbruksmark och naturlig växtlighet. Runt Palmares är det ganska tätbefolkat, med 54 invånare per kvadratkilometer.